# Muerte alada
Muerte alada o Muerte con alas (en inglés Winged Death) es un relato de horror del autor estadounidense H. P. Lovecraft escrito en colaboración con Hazel Heald. Redactado aproximadamente el verano de 1932, fue publicado en la edición de marzo de 1934 de la revista Weird Tales.

## Argumento
Protagonizado por un entomólogo cuya curiosidad le lleva a desentrañar los efectos aberrantes de las picaduras de ciertos insectos.

## Edición en castellano
- Lovecraft, Howard Phillips (2013, reedición 2019). Más allá de los eones y otras historias en colaboración (José María Nebreda, trad.). Gótica 91. Madrid: Valdemar. ISBN 978-84-7702-895-6.

- Datos: Q19076263